# Éditions Robert Laffont
Éditions Robert Laffont sunt o casă de editură franceză fondată în 1941 de către  Robert Laffont, filială a grupului Editis.
Publică biografii, mărturii, cărți de ezoterism, literatură franceză, literatură tradusă din limbi străine, memorii, romane polițiste, romane de spionaj, cărți de spiritualitate, și, de asemenea, mai demult, enciclopedia anuală Quid.

## Istoric

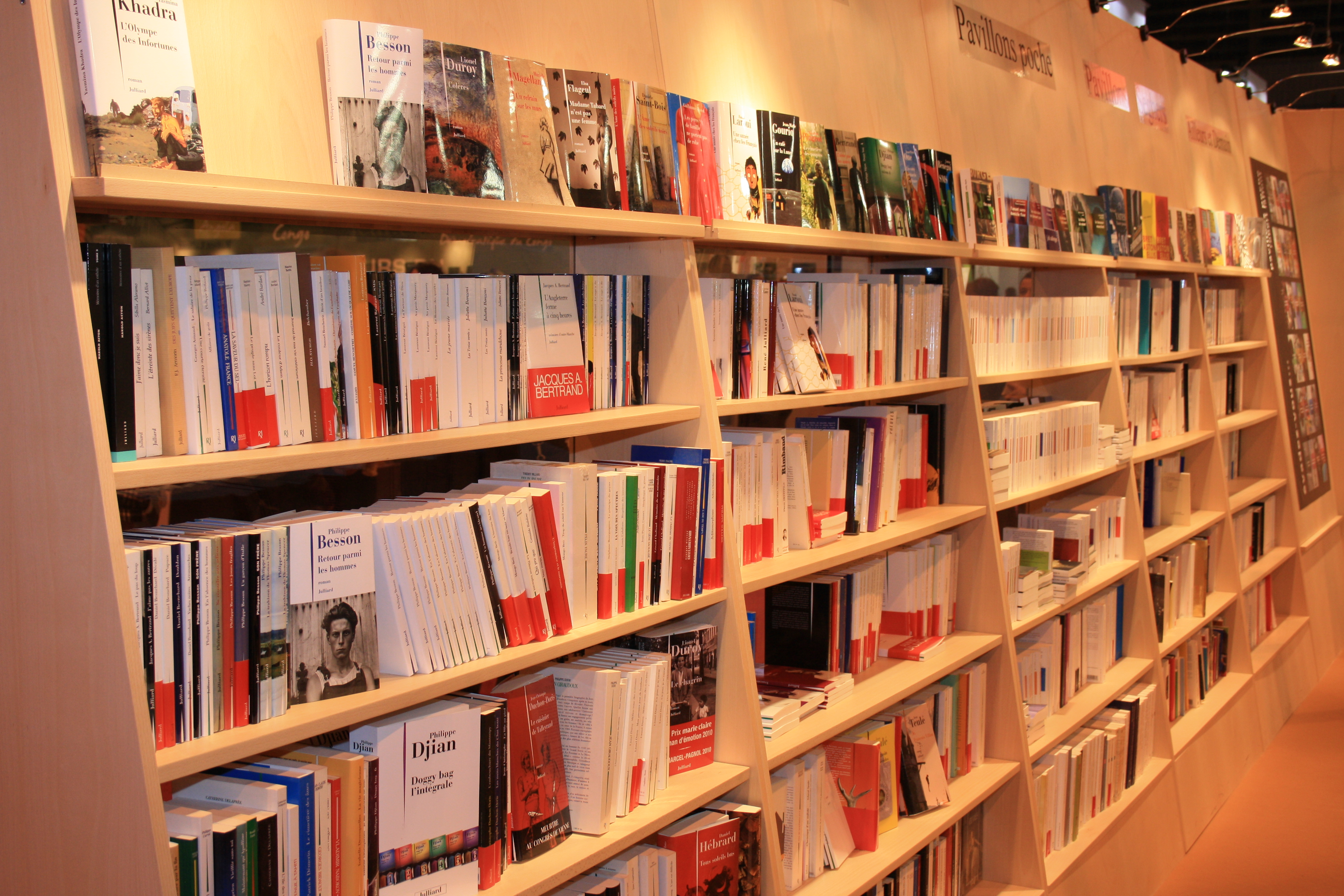
Stand la Salon du livre de Paris / Salonul cărții din Paris 2011.

Éditions Robert Laffont au fost fondate  în 1941 de Robert Laffont. În 1966, acesta s-a apropiat la Londra de Time-Life, și a dezvoltat împreună cu editura Bordas o colecție comună, Bibliothèque des connaissances essentielles. În 1969, a achiziționat, de la prietenul său Pierre Seghers, editura Seghers precum și societatea sa de distribuție L'Inter.
Éditions Robert Laffont au fost achiziționate la începutul anilor 1990 de Presses de la Cité, s-au alăturat grupului Editis, al doilea grup francez de case de editură.
În 1995, Éditions Robert Laffont s-au apropiat de Éditions Julliard a căror conducere a fost încredințată lui Betty Mialet și Bernard Barrault.
Începând din 1998, Éditions Robert Laffont sunt conduse de către Leonello Brandolini, având-o drept directoare generală pe Nicole Lattès, «sufletul editorial al casei de editură».
În ianuarie 2013, Brigitte Lannaud, numărul trei în casă, a fost concediată.

## Lucrări publicate (selecție)
- Diapason (Éditions Robert Laffont) (1991). Dictionary of discs and compact: Guide criticizes enregistrée classical music / Dictionnaire des disques et des compacts: Guide critique de la musique classique enregistrée. Paris: R. Laffont. pp. 4e édition. ISBN 2-221-06682-0. OCLC 28100158.
- Éditions Robert Laffont; Bompiani (Firm) (1999). Encyclopedic dictionary of French literature / Dictionnaire encyclopédique de la littérature française. Paris: R. Laffont. pp. Bouquins. ISBN 2-221-08953-7. OCLC 41482549.
- Éditions Robert Laffont; Bompiani (Firm) (1994). The new dictionary of the authors: all time and all countries / Le nouveau dictionnaire des auteurs: de tous les temps et de tous les pays. Paris: R. Laffont. pp. Nouv. éd. actualisée. ISBN 2-221-06888-2. OCLC 32859170.
- Éditions Robert Laffont; Bompiani (Firm) (1994). The new dictionary of writings: all time and all countries / Le nouveau dictionnaire des œuvres: de tous les temps et de tous les pays. Paris: R. Laffont. pp. Nouv. éd. actualisée. ISBN 2-221-06887-4. OCLC 32468859.
- Kasiki, Sophie; Guéna, Pauline (2016). Dans la nuit de Daech. Paris: Éditions Robert Laffont. ISBN 978-2221190982.[3][4]
- Frémy, Michèle (1979). Big Quid illustrates: everything for all in eighteen very coloured volumes / Grand Quid illustré : tout pour tous en dix-huit volumes tout en couleurs. Paris: R. Laffont. OCLC 62984148.
- Mayére, Pierre; V. Bedin (1982). Grand Quid illustrates: the history of the world / Le Grand Quid illustré: l'histoire du monde. Paris: R. Laffont. ISBN 2-221-50361-9. OCLC 10303872.

## Legături externe
- Éditions Robert Laffont – Site oficial